# Tepito
Tepito (en náhuatl Teocaltepiton; teocalli- 'templo', tepiton - 'pequeño', "templo pequeño") es un barrio perteneciente a la colonia Morelos ubicado en la Ciudad de México, al norte del centro histórico en los límites de las alcaldías de Cuauhtémoc (México) y Venustiano Carranza. 
Se caracteriza por su historia, tradiciones y su alta actividad comercial —su vocación en ella se remonta a la época prehispánica—, así como por problemáticas sociales como la delincuencia y drogadicción. Tiene un sitio peculiar en la identidad capitalina, por lo que la importancia cultural de Tepito ha sido remarcada por intelectuales y artistas nacionales e internacionales. Es la cuna de distintas manifestaciones sociales y culturales, así como el sitio de donde han surgido afamados deportistas. Debido al carácter de sus habitantes, a las luchas sociales en distintos momentos de su historia, así como a la resistencia por la conservación de su identidad, ha merecido el apelativo de barrio bravo.

## Geografía
Su demarcación es la siguiente: Eje 1 Norte (Av. Héroe de Granaditas) al sur, Eje 2 Norte (Av. Canal del Norte) al norte, Av. Paseo de la Reforma al oeste y Eje 1 Oriente (Avenida del Trabajo) al oriente. Cabe destacar que Tepito no es una colonia, sino un barrio histórico perteneciente a la colonia Morelos. Debido a la alta actividad comercial de los barrios aledaños tales como  la Lagunilla, Garibaldi, la célebre colonia Guerrero o el propio centro histórico, sus límites tienden a ser confundidos.

## Toponimia
El nombre del barrio tiene un origen náhuatl. Cecilio Robelo vio el origen en la palabra Teocal-tepiton, o sea "pequeño templo", debido a que en este sitio se encontraba un templo pequeño que aún en la época colonial se le denominaba San Francisco Teocaltepiton o Tecuahltepiton y que por contracción fonética quedó sólo en Tepito. Según Fray Alonso de Molina y Rémi Simeón el vocablo tepiton o tepito alude a algo de poco tamaño.

### Época prehispánica
Durante la época prehispánica la zona al norte de la ciudad de México-Tenochtitlan fue un punto fronterizo con la ciudad de México-Tlatelolco hasta que fue conquistada por los mexicas, pasando a ser habitada por ellos. Tepito se localizó en la parcialidad de Tlatelolco, y abarcó las zonas de Mecamalinco, Teocaltitlan, Apohuacan, Atenantitlan, Tepoctitlan y Atenantitech, entre la calzada de Tepeyacac y el dique oriente de la ciudad de Tenochtitlan.
Uno de los últimos sitios de resistencia de los mexicas y los tlatelolcas en la Batalla de Tenochtitlan ante el ejército hispano-indígena capitaneado por Hernán Cortés fue precisamente Mecamalinco, en donde se construiría posteriormente el Templo de la Concepción Tequipehuacan. Derivado de la derrota, la zona fue llamada Tequipeuhcan, "lugar de la esclavitud".

### Época virreinal
Durante el virreinato, al margen de la Ciudad de México, San Francisco Tepito (denominado Tecualhtepiton en la era mexica) fue un barrio nativo controlado por las autoridades indígenas de Tlatelolco y era junto a sus barrios vecinos, La Concepción Tequipeuhcan y Santa Ana Atenantitech, una de las parcialidades más ricas, ya que al pertenecerles la hacienda de Santa Ana Aragón y una buena administración tenían fondos suficientes para prestar al propio Ayuntamiento de la ciudad y a particulares y además tenían cuenta en el Banco de San Carlos al final del siglo XVIII, cuando surgieron las nuevas leyes de desamortización (tipo de Manos Muertas). Al realizarse el cierre de la ciudad en sus inmediaciones se creó la Garita de Tepito, que marcó el límite norte de la Ciudad de México y en ella se cobraban las alcabalas por el ingreso de mercancías en la plaza capital.

### Época Independiente
Hasta la mitad del siglo XIX se mantuvo el sistema de gobierno basado en parcialidades, aunque esto era más un hecho práctico que legal, ya que desde la constitución de 1812 el antiguo ayuntamiento se había vuelto el ayuntamiento de toda la Municipalidad de México. Como parte del crecimiento de la ciudad, el barrio de Santa Ana Atenantitech fue el primero en ser reordenado, dejando la traza irregular que era común en los barrios indígenas, y como se encontraba junto a la Garita de Peralvillo, se fueron creando en la zona una serie de casonas con servicios para los arrieros y otros viajeros. Los límites en esa época eran las acequias de tezontle al sur, que limitaba con el interior de la Ciudad de México, al oriente la acequia de Zorrilla, al norte el Camino Real de Santa Ana y al poniente la calzada de Peralvillo; al poniente además colindaba con los potreros de La Bolsa, la Vaquita, Coatlán y de Zorrilla.
Hacia 1857 los 5000 integrantes del barrio de indios como tal y debido a las Leyes de Reforma debieron empezar a vender sus propiedades comunales, lo que hicieron entre ellos mismos. La especulación sobre estos fue fuerte y varios empresarios solicitaron que se les dieran los terrenos abandonados, lo cual no sucedió por los avatares de esos tiempos, pero en 1868 debieron terminar de repartir y desaparecer como república indígena.
Por esta época y sobre la base de las leyes de desamortización virreinales los capitales que tenían las cajas de los barrios se habían distribuido entre los vecinos y en su mayoría solo tenían terrenos como propiedad de la parcialidad. Hacia la década de 1870 la población había menguado en los tres barrios, debido a una escasez de fuentes de agua, siendo sus únicas fuentes las localizadas en Peralvillo y el de la plaza del Carmen, al sur de Tepito. Debido a esto, existían muchas construcciones derruidas que servían de refugio a malhechores y prostitutas, además de autorizarse la creación de tiraderos de basura en el área.
Hacia 1871 el Ayuntamiento de México autorizó la apertura de pozos artesianos de agua que soslayaran el problema del abasto de agua que no permitía crecer a la ciudad. En 1884 la zona ya tenía seis pozos, pero en 1882 el cura Juan Violante, párroco de Santa Catarina, apoyándose en el ayuntamiento que abrió las calles de San Lázaro y Los Ángeles, compró el rancho de Granaditas, el cual empezó a fraccionar. En 1884 se creó la colonia Morelos, en 1893 la Bolsa y en 1894 la Díaz de León. Hacia 1900 había unos 12,500 habitantes, cuyos oficios más comunes eran los de comerciantes, albañiles, zapateros y tejedores, jornaleros, carpinteros, empleados domésticos, panaderos y cargadores, siendo pocos los profesionistas, con tan solo un médico y seis abogados.
Hacia 1880 el mercado abierto y callejero se había afianzado en la plaza de San Francisco, a donde inicialmente habían sido enviados los comerciantes del centro de la ciudad que vendían en las calles y en algunos mercados, que por accidentes o insalubridad debieron ser reubicados, los mismos que generaron el mercado de La Lagunilla donde fueron llevados los vendedores de fierros viejos cuando se incendió su mercado ubicado en el predio que hoy ocupa la Asamblea Legislativa del Distrito Federal. En 1901 se presentó un proyecto para reubicar el mercado del baratillo situado en la Plazuela del Jardín, el cual se concretó en diciembre creando temporalmente un mercado abierto en la Plazuela de Tepito, lo cual no ocurrió nunca.

### sigloXX
La mayoría habitaba en casas solas pero ya era muy común la vecindad, la cual fue copiada de las vecindades que existían en el centro de la ciudad desde inicios del siglo XVII, lo cual se enmarcaba en barrios solo con calles carentes de cualquier otro servicio, ya que las leyes de colonización no obligaban a más que dejar calles que pasaban a propiedad del ayuntamiento. Esto hizo que los propios vecinos la calificaran como un barrio pobre y de escasa higiene, no fue sino hasta 1929 que se empezaron a tener cambios. Tepito y Tequipeuhcan tenían agua entubada aunque solo llegara a una llave a la puerta de la vecindad, el drenaje era malo pero había y se estaban pavimentando las calles principales. Las colonias Morelos y la Bolsa eran las más atrasadas, con pocas tomas de agua, sin drenaje y ninguna calle pavimentada, lo que lo convertía en un lodazal cada temporada de lluvia.
Durante la Guerra Cristera, mucha gente proveniente de la región del Bajío se estableció en el barrio de Tepito. La mayor parte de estas personas eran zapateros de oficio, por lo que este barrio se convirtió en uno de los más grandes centros productores de zapatos de México.
En 1944 el mercado de la plazuela de Tepito seguía con las mismas condiciones que a inicios del siglo, pero con el adicional de que las rústicas construcciones de madera y techo de tejamanil servían como habitación a los comerciantes.
Muchos gobiernos han considerado a Tepito como un arrabal peligroso y a sus vecindades como tugurios. A partir de la segunda mitad del siglo XX, las autoridades lanzaron programas destinados a transformar las vecindades en edificios de departamentos y a prohibir el comercio ambulante. Sin embargo, los habitantes de Tepito resistieron contra dichos proyectos, reivindicando la importancia de la convivencia propia a la vida de las vecindades, y el derecho a preservar su identidad. Los esfuerzos de resistencia eran visibles en avisos ("pósters") plasmados sobre paredes que hacían referencia a la dignidad.
En lo que respecta al comercio ambulante, la construcción de mercados cerrados por parte del gobierno no acabó con la venta de mercancías en la calle; por el contrario, en Tepito se desarrollaron con fuerza los tianguis. El barrio perdió su carácter artesanal especializado en la fabricación de zapatos para convertirse en un gran centro de venta de mercancías importadas ilegalmente de contrabando, coloquialmente llamadas fayuca, traídas sobre todo de los Estados Unidos. Con la globalización económica, el valor comercial de las vecindades de Tepito aumentó geométricamente para ser usadas como bodegas de mercancías, por lo cual, la mayoría de sus habitantes adquirieron viviendas en otras zonas de la ciudad.
Hacia finales de los años 70, parte de los habitantes de las vecindades de Tepito fueron desalojados por el gobierno como parte de los planes por deshacer el barrio desde décadas atrás para reubicarlos. Las zonas elegidas para asentarlos fueron diversas unidades habitacionales al oriente de la capital. Sin embargo, poco tiempo después las zonas desalojadas fueron invadidas de nuevo por otros habitantes para vivir o convertirlas en bodegas de mercancía. En 1985, luego del terremoto que azotó a la Ciudad de México, varias decenas de construcciones fueron dañadas, por lo que quedaron inhabitables. Los barrios que en conjunto se conocen como Tepito fueron duramente atacados, creándose en terrenos baldíos conjuntos habitacionales donde se llevaron poblaciones externas al barrio, provocando a su vez la salida de muchas familias con hondas raíces en la zona, además de aumentar la percepción como barrio inseguro de la ciudad, ya que no siempre se llevaron damnificados por el terremoto. El éxodo posterior al terremoto de las familias más pobres y de diverso nivel educativo, cultural y honestidad, provocó que fueran reubicados o invadieran parte de la zona oriente de la ciudad y cuando se reconstruyeron las vecindades, muchas casas que no se habitaron las ocuparon comerciantes para hacerlas bodegas. Una zona en particular que permanecía poco habitada por ser geográficamente inestable para la construcción además de tener deslaves de lodo y piedras en épocas de lluvias e inundaciones en las partes bajas, el cerro del Peñón del Marqués, fue elegida para la creación de la colonia "La Joya" a finales de los 80, para convertirse posteriormente en la zona más peligrosa de la delegación Iztapalapa por su alto índice delictivo a la fecha, con lo que el nombre de "La Joya" se deformó a "El joyo" ó "El hoyo", como popularmente se le conoce. Esto es favorecido por calles de difícil acceso, pendientes acentuadas y desniveladas gracias a las deformaciones constantes del terreno que ocupa el cerro al ser parte del Eje Neovolcánico, que dificulta la inspección policiaca y libre tránsito, mismo efecto que sufre la Calzada Ignacio Zaragoza, importante arteria que comunica al oriente del país.
Alfonso Hernández, cronista de Tepito, ha dicho que «al obstinado barrio de Tepito nos siguen llegando estudiantes de todas las carreras para corroborar si es cierto que México sigue siendo el Tepito del mundo, y Tepito, la síntesis de lo mexicano». De acuerdo con el jefe de la policía de la Ciudad de México, Joel Ortega Cuevas, el barrio de Tepito es el principal punto de venta de droga en la ciudad, al comercializar diariamente más de media tonelada de marihuana y 8 kilos de cocaína .
En febrero de 2007 el gobierno capitalino, a cargo de Marcelo Ebrard, expropió el predio de Jesús Carranza 33 y Tenochtitlán 40 denominada erróneamente "La Fortaleza", dado que esta última se encuentra en la calle de Peñón 97 colonia Morelos. El gobierno argumentó que el predio era base de operaciones del narcotráfico y piratería, por lo que planeaba construir una clínica y guardería; en contraparte, los pobladores del barrio se declararon comerciantes y dueños de sus propiedades, por lo que salieron de sus casas puestos a defender el barrio. También se hizo un polémico video a ritmo de hip-hop llamando a la guerrilla en el lugar.
El barrio y sus cercanías tienen una larga historia de criminalidad, entre los que destacan el contrabando, robo, narcotráfico y sus asesinatos por el control del mismo, y en algunos casos también por los espacios callejeros para colocar puestos ambulantes, considerándose a la calle Jesús Carranza la más peligrosa, aunque no todos los habitantes y vendedores son delincuentes o están ligados a actividades ilícitas ya que gran parte de la población es trabajadora ya sea en los puestos ambulantes o en empresas y negocios que se ubican fuera de la Colonia Morelos/Tepito. También destacan los oficios como la zapatería, el arte como la pintura así como los estudiantes y practicantes de alguna profesión como la medicina o el derecho.
Es importante mencionar que Tepito / Colonia Morelos se ha convertido en un centro laboral que proporciona sustento a muchas personas y sus familias provenientes de distintas colonias de la CDMX y el Estado de México.

### Comercio y fayuca

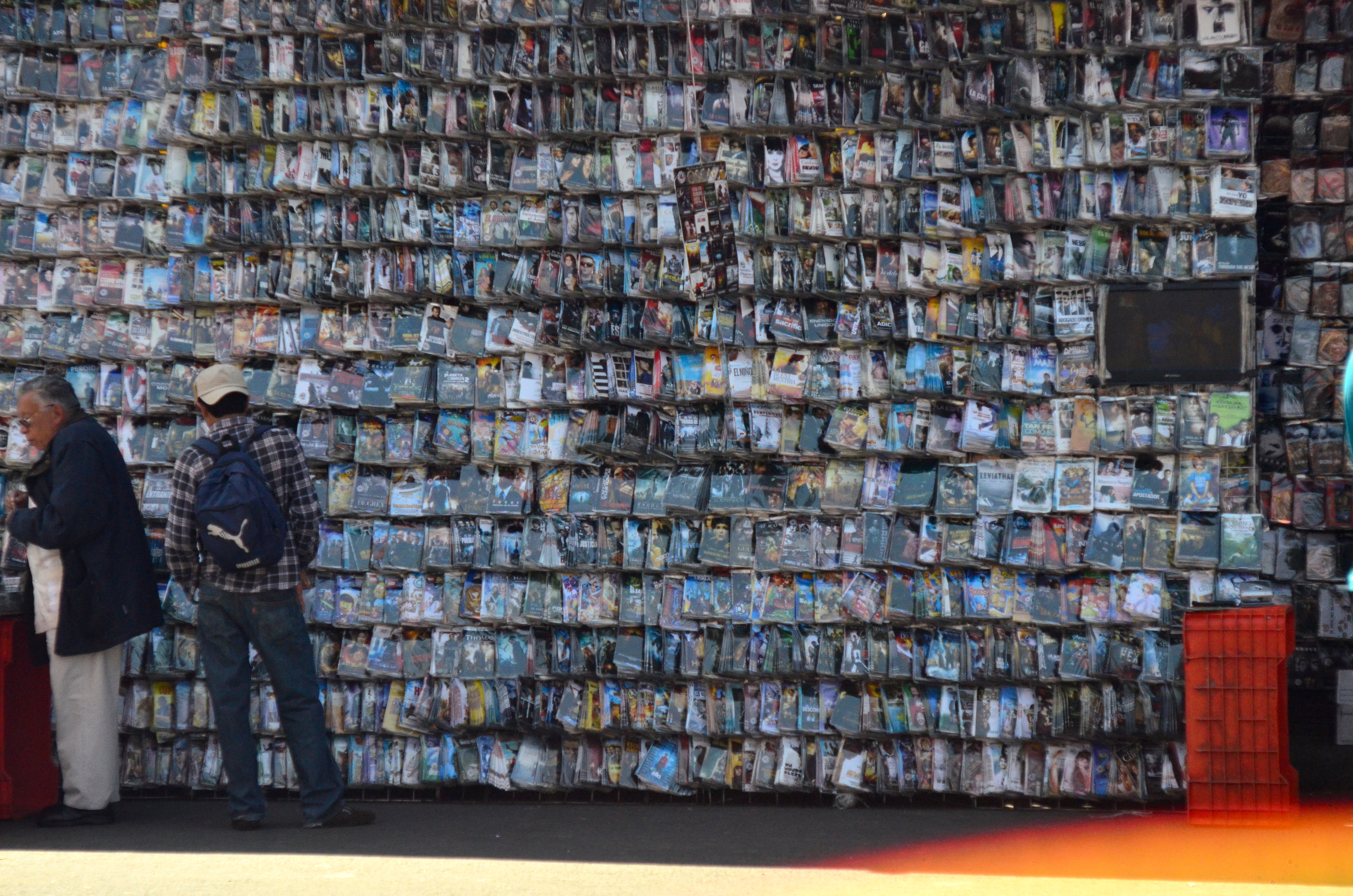
Venta de piratería

El comercio es un emblema característico del barrio de Tepito; pues este es un mercado callejero en el que todo se vende y mejor aún, se regatea. En este lugar se cobra caro "el impuesto a la ingenuidad", pues efectivamente muchas veces abusan de las personas "de fuera" que acuden por curiosidad o por comprar barato a sus calles, que están llenas de oportunidades para la gente que las sabe buscar. Se puede conseguir prácticamente de todo, desde un juguete usado hasta la lealtad de los amigos, porque algo que la gente de Tepito tiene muy claro es que "Si perro no come perro, el barrio no roba al barrio".
Lo que no se reconoce con facilidad es que Tepito siempre ha sido "amortiguador" de las necesidades de consumo de las clases medias y bajas de la ciudad, pues se trata de una zona comercial que prevalece con fuerza desde la época prehispánica hasta hoy.
A partir del sexenio de Luis Echeverría se comenzó a introducir la fayuca en el barrio: "Fue masivo, empezó como contrabando hormiga, primero fueron maletas, luego camionetas de tres toneladas y pronto se pasó a los contenedores y ahí fue donde se empezó a entrar en contacto con otros grupos“.
En los varios tianguis ubicados en el barrio de Tepito, se manejan diferentes productos, principalmente ropa, calzado, electrodomésticos, películas, comida, entre varios otros.
También existe "el mercado de pulgas", una actividad al aire libre donde personas venden distintas cosas usadas, desde juguetes hasta ropa; esta actividad se da en la calle de Tenochtitlan y Matamoros hasta la calle Constancia.

## Impacto en la sociedad
Ha surgido entre sus habitantes una tribu urbana: Tepichulos y Guapiteñas, caracterizados por su fe hacia San Judas Tadeo; además de sus vestimentas regularmente claras, gafas obscuras y un peculiar modo de portarlo. Cada 28 salen con su San Judas rumbo a la iglesia de San Hipólito donde perreo y oración se funden.
El barrio como tal junto a "la Lagunilla" ha sido escenario de filmes de la cinematografía nacional; varios son los filmes y documentales grabados ahí durante diferentes épocas, siendo Don de Dios uno de ellos.

### Deporte
El barrio integra un polo de deporte de la capital. Uno de los sitios de desarrollo del mismo es el Deportivo Tepito, el cual integra dos instalaciones deportivas, el Gimnasio "Huitlacoche" Medel y la cancha de fútbol El Maracaná.

#### Boxeo
De sus gimnasios salieron famosas figuras del boxeo nacional e internacional, entre las que destacan algunos de los más grandes ídolos de México: Luis Villanueva Páramo Kid Azteca, Raúl Ratón Macías y Rubén El Púas Olivares. (Este último es originario de la colonia Bondojito, pero fue bastante asiduo a convivir en el barrio de Tepito y sentirse aceptado como propio por lo que puede considerársele como tal). Otros afamados pugilistas tepiteños son Ricardo Moreno El Pajarito; José Medel El Huitlacoche, Octavio Famoso Gómez y Carlos Zárate Serna El Cañas.

#### ElMaracaná
Desde 1949, como parte del Deportivo Tepito, en la calle Fray Bartolomé de las Casas, existe la cancha de fútbol pública apodada El Maracaná. Recibió ese nombre luego de un partido entre jugadores profesionales brasileños que jugaban en México y jugadores del barrio en 1976.

#### LasGardenias de Tepito
Dentro de las tradiciones de Tepito, se encuentra el juego de fútbol disputado por Las Gardenias de Tepito, un equipo conformado por personas transexuales y travestis del barrio. Dicho partido es celebrado en el Maracaná de Tepito durante la fiesta patronal de San Francisco de Asís, el 4 de octubre. La madrina en 2017 era la comerciante Bárbara Zamora, quien heredó la tradición de su madre. La tradición de las Gardenias se remonta a los años 60.

### Películas y documentales
Entre las obras cinematográficas filmadas en el barrio se encuentran:
- Chin chin el teporocho (1976)
- Ratero (1979)
- ¡Que viva Tepito! (1981)
- El que no corre, vuela (1982)
- Los fayuqueros de Tepito (1982)
- El torito de Tepito (1982)
- Tepito sí (1982). Documental de George Sluizer.
- Tepito (1984)
- Los caifanes de Tepito (2000)
- El cartel de Tepito (2000)
- Don de Dios (2001)
- Barrio bravo de Tepito (2001)
- Mi barrio es Tepito (El cartel de Tepito 2) (2001)
- El gatillero de Tepito (2004)
- La Santa Muerte en Tepito (2006)
- Tepito, barrio sin ley (2008)
- Tepito: el pequeño templo (2009)
- Besos de azúcar (2013)
- Las gardenias de Tepito (2014)

## Culto a la Santa Muerte

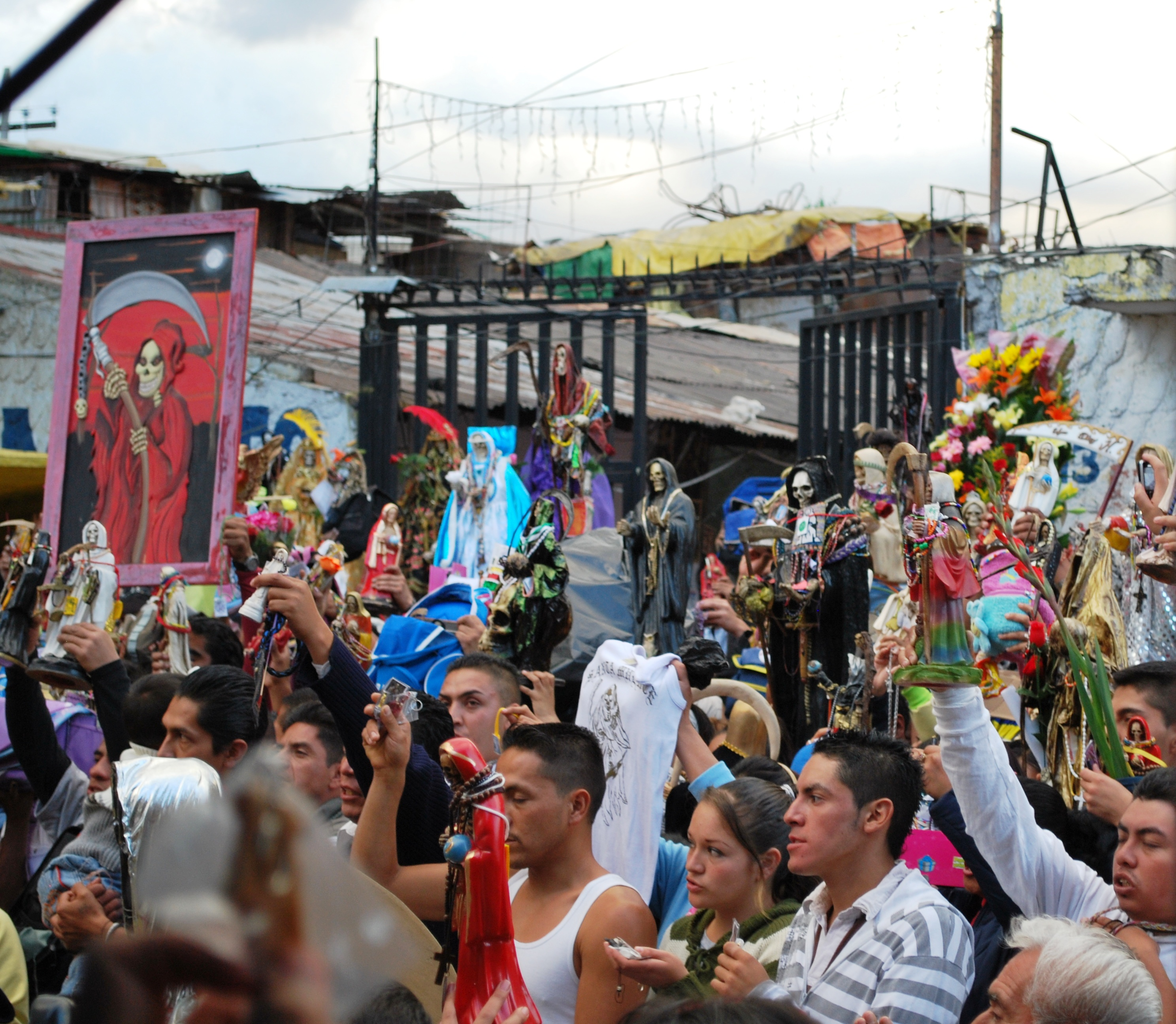
Las imágenes de la Santa Muerte levantadas durante un servicio para la Santa Muerte en Tepito

El santo católico patrono oficial del barrio es San Francisco de Asís, cuya festividad se celebra el 4 de octubre. Pero la mayoría considera a la Santa Muerte como la verdadera patrona de la zona.
Una creyente llamada Enriqueta Romero Romero, que reside en Tepito, decidió sacar de su casa una imagen de tamaño natural de la Santa Muerte y construirle un santuario, visible desde la calle. La imagen está vestida con un atuendo de diferente color según la temporada, y la familia Romero cambia el vestido cada primer lunes del mes. Sobre el vestido hay una gran cantidad de joyas en su cuello, brazos y prendidas a su ropa. Estas son ofrendas que se le han dejado a la imagen, así como las flores, frutas (especialmente manzanas), velas, juguetes, dinero, notas de agradecimiento por las oraciones concedidas, cigarrillos y bebidas alcohólicas que la rodean. Enriqueta se considera la capellán del santuario, un papel que dice haber heredado de su tía, quien comenzó la práctica en la familia en 1962.
El santuario se encuentra en la calle Alfarería 12 de la Colonia Morelos. La casa también contiene una tienda que vende amuletos, pulseras, medallones, libros, imágenes y otros artículos, pero el artículo más popular son las velas votivas.
El primer día de cada mes, Enriqueta dirige las oraciones y el rezo del rosario, que dura aproximadamente una hora, con una asistencia de aproximadamente 5.000 personas.
En época reciente ha surgido en el barrio otro culto, denominado el Angelito negro, una representación del Diablo.